# CETIN
CETIN a. s. (dříve Česká telekomunikační infrastruktura a. s.) je česká telekomunikační společnost která je součástí investiční skupiny PPF Group N.V. Provozuje síť, která v Česku pokrývá většinu populace. V České republice provozuje největší telekomunikační infrastrukturu s pokrytím 99,6 % populace  prostřednictvím optických, fixních a mobilních technologií.

## Historie
CETIN a. s. vznikla odštěpením od společnosti O2 Czech Republic a.s. rozhodnutím valné hromady ze dne 28. dubna 2015. Výsledkem byly dvě společnosti: společnost CETIN, starající se o fixní přístupovou síť, mobilní přístupovou síť a mezinárodní telekomunikační služby, a společnost O2 Czech Republic a.s. poskytující telekomunikační služby koncovým zákazníkům. Při odštěpení přešla na CETIN část jmění rozdělované společnosti. Samotné odštěpení proběhlo 1. června 2015.
Dne 3. prosince 2015 investiční skupina PPF na valné hromadě prosadila vytěsnění menšinových akcionářů společnosti CETIN. Akcie všech ostatních akcionářů tak přešly na hlavního akcionáře a od ledna 2016 je skupina PPF 100% vlastníkem společnosti CETIN.
Dne 1. ledna 2020 se společnost přestěhovala z Ústřední telekomunikační budovy na pražském Žižkově do nového objektu v Libni. V červenci 2020 se společnost stala součástí CETIN Group, které PPF svěřila správu sítí v Bulharsku, Maďarsku a Srbsku. Tyto sítě byly vyděleny ze struktury operátora Telenor podobně, jako se CETIN v minulosti oddělil od O2.
Od října 2021 je vedle Skupiny PPF spoluvlastníkem CETINu s 30% podílem také globální investiční fond GIC se sídlem v Singapuru.
V dubnu 2023 uzavřel CETIN dohodu s investiční skupinou Kaprain o koupi českého poskytovatele připojení Nej.cz, který kromě jiných televizních platforem provozuje také internetovou televizi Kuki.

## Současnost

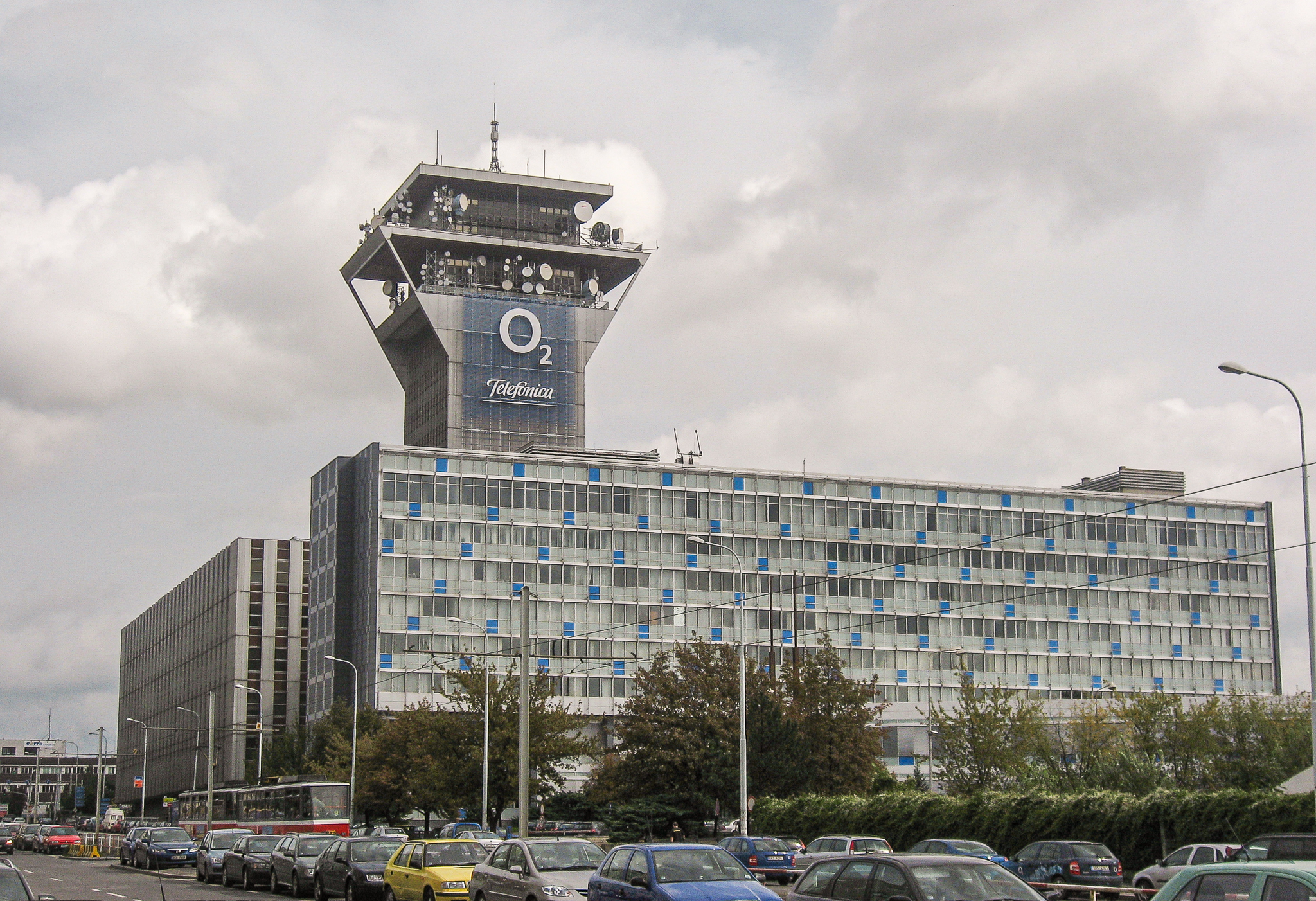
Ústřední telekomunikační budova, bývalé sídlo společnosti

CETIN vlastní a provozuje největší otevřenou telekomunikační infrastrukturu v České republice. Síť zahrnuje optické, fixní i mobilní technologie a je určena pro poskytování služeb formou velkoobchodní nabídky. Společnost své služby nabízí partnerům – telekomunikačním operátorům a poskytovatelům, kteří prostřednictvím její infrastruktury zajišťují služby koncovým zákazníkům.  
Společnost CETIN sídlí v budovách Harfa Bussiness Center v pražské Libni, pronajímá si tu plochu 13 000 m². Dříve sídlila v Ústřední telekomunikační budově na pražském Žižkově, kterou získala po svých předchůdcích SPT Telecom a Telefónica O2 Czech Republic.

### Síť
Síť CETIN zahrnuje[kdy?] 65 000 km optických kabelů a 20 milionů kilometrů párů metalických kabelů po celé České republice. Mixem mobilních technologií GSM, UMTS, LTE a CDMA, které šíří 6 000 základnových stanic, a prostřednictvím fixních technologií SDH, WDM, Ethernet a IP pokrývá 99,6% populace ČR. Na mezinárodní úrovni vlastní CETIN fyzické síťové uzly PoP (Point of Presence) v Londýně, Vídni, Bratislavě a Frankfurtu. Páteřní síť CETINu spravuje[kdy?] více než dva tisíce zaměstnanců.
Během roku 2020 společnost dokončila plošnou modernizaci a zrychlení původní metalické sítě a naplno rozjela výstavbu infrastruktury optického připojení, kdy vedle vlastní výstavby optických přípojek FTTH, realizuje část plánované výstavby optických přípojek společně ve spolupráci s T-Mobile Czech Republic. K 1.1.2024 provozoval téměř 328 tisíc optických přípojek, přičemž průměrná rychlost v síti CETIN byla 289 Mb/s.
Od svého vzniku v roce 2015 CETIN postavil[kdy?] více než 6000 uličních rozvaděčů DSLAM, které připojují obce nebo části měst k vysokorychlostní internetové infrastruktuře CETIN. Vedle výstavby DSLAMů provádí CETIN také rozsáhlou výstavbu a modernizaci optických sítí FTTH (Fiber to the Home) a FTTB (Fiber to the Building). Díky této výstavbě přivádí stabilní rychlý přístup k internetu přímo do bytu a připojuje do své optické sítě stále větší počet budov, a to rychlostí 1 Gb/s.

### Služby
CETIN je velkoobchodním poskytovatelem telekomunikačních služeb, kdy nabízí služby infrastruktury mobilních sítí, masové služby pevných sítí (služby přístupu k síti, xDSL a optické připojení, IPTV a hlasové služby), datové služby pro firemní sítě a pronájem datových center. Společnost nabízí také mezinárodní hlasové a datové služby více než 200 telekomunikačním operátorům po celém světě prostřednictvím fyzických síťových uzlů PoP (Point of Presence) v Londýně, Vídni, Bratislavě, Frankfurtu, a Hongkongu. Společnost poskytuje také služby v oblasti kybernetické bezpečnosti.